# Episodi di Little Murders by Agatha Christie (seconda stagione)
La seconda stagione della serie televisiva francese Little Murders by Agatha Christie è trasmessa in prima visione da France 2 dal 29 marzo 2013.
In Italia la stagione è stata trasmessa in tre mandate, talvolta denominate dalle singole reti televisive come seconda, terza e quarta stagione.
In Italia prima parte è in onda dall'autunno 2017 su Fox Crime e in chiaro dal 25 agosto 2018 su LA7.
Nell'episodio finale della stagione, Un cadavre au petit déjeuner, fa la sua apparizione il nipote di Jean Larosière, Maurice Larosière, anch'esso commissario e interpretato dallo stesso Antoine Duléry.
| nº | Titolo originale                    | Titolo italiano                | Romanzo                             | Prima TV                | Prima TV Italia  |
| -- | ----------------------------------- | ------------------------------ | ----------------------------------- | ----------------------- | ---------------- |
| 1  | Jeux de glaces                      | Gioco di specchi               | Miss Marple: giochi di prestigio    | 29 marzo 2013           | 16 novembre 2017 |
| 2  | Meurtre au champagne                | Champagne fatale               | Giorno dei morti                    | 5 aprile 2013           | 23 novembre 2017 |
| 3  | Témoin muet                         | Testimone muto                 | Due mesi dopo                       | 22 novembre 2013        | 30 novembre 2017 |
| 4  | Pourquoi pas Martin ?               | Perché non Martin?             | Perché non l'hanno chiesto a Evans? | 27 dicembre 2013        | 7 dicembre 2017  |
| 5  | Meurtre à la kermesse               | Omicidio a Halloween           | Poirot e la strage degli innocenti  | 26 settembre 2014       | 14 dicembre 2017 |
| 6  | Cartes sur table                    | A carte scoperte               | Carte in tavola                     | 3 ottobre 2014          | 21 dicembre 2017 |
| 7  | Le crime ne paie pas                | Il crimine non paga            | Aiuto, Poirot!                      | 10 ottobre 2014         | 28 dicembre 2017 |
| 8  | Pension Vanilos                     | I segreti di Solange           | Poirot si annoia                    | 28 agosto 2015          | 4 gennaio 2018   |
| 9  | Un meurtre est-il facile ?          | Un omicidio facile             | È troppo facile                     | 4 settembre 2015        | 11 gennaio 2018  |
| 10 | Mademoiselle McGinty est morte      | La signora McGinty è morta     | Fermate il boia                     | 11 settembre 2015       | 18 gennaio 2018  |
| 11 | Murder Party                        | Murder Party                   | Un delitto avrà luogo               | 18 settembre 2015       | 25 gennaio 2018  |
| 12 | L'Étrange Enlèvement du petit Bruno | Il rapimento del piccolo Bruno | A mezzanotte in punto               | 26 agosto 2016          | 1º febbraio 2018 |
| 13 | Le Cheval pâle                      | La Morte a Cavallo             | Un cavallo per la strega            | 2 settembre 2016        | 8 febbraio 2018  |
| 14 | L'Affaire Protheroe                 | Il Caso Protheroe              | La morte nel villaggio              | 9 settembre 2016        | 15 febbraio 2018 |
| 15 | La Mystérieuse Affaire de Styles    | Il Mistero Styles              | Poirot a Styles Court               | 16 settembre 2016       | 22 febbraio 2018 |
| 16 | Albert Major parlait trop           | Delitto in Ospedale            | Miss Marple nei Caraibi             | 23 settembre 2016       | 1º marzo 2018    |
| 17 | L'Homme au complet marron           | Spie all'Opera                 | L'uomo vestito di marrone           | 8 luglio 2017 (Belgio)  | 8 marzo 2018     |
| 18 | Le miroir se brisa                  | Laurence in Defaillance        | Assassinio allo specchio            | 1º luglio 2017 (Belgio) | 15 marzo 2018    |

In Italia, la seconda parte (segnalata come terza stagione) è in onda dal 15 novembre 2018 su Fox Crime. In chiaro viene trasmessa dal 28 settembre 2019 su LA7.
| nº | Titolo originale     | Titolo italiano           | Romanzo                    | Prima TV                    | Prima TV Italia  |
| -- | -------------------- | ------------------------- | -------------------------- | --------------------------- | ---------------- |
| 19 | Crimes haute couture | Omicidio nell'alta moda   | Sono un'assassina?         | 15 settembre 2017 (Francia) | 15 novembre 2018 |
| 20 | Crime de Noël        | Hanno ucciso Babbo Natale | Storia originale           | 19 dicembre 2017 (Svizzera) | 20 dicembre 2018 |
| 21 | Drame en trois actes | Dramma in tre atti        | Tragedia in tre atti       | 21 novembre 2017 (Svizzera) | 22 novembre 2018 |
| 22 | Meurtres en solde    | Omicidio in vendita       | Il Natale di Poirot        | 3 aprile 2018 (Svizzera)    | 29 novembre 2018 |
| 23 | Mélodie Mortelle     | Melodia mortale           | Un messaggio dagli spiriti | 8 settembre 2018 (Belgio)   | 6 dicembre 2018  |
| 24 | Ding Dingue Dong     | Omicidio perfetto         | Corpi al sole              | 2 ottobre 2018 (Svizzera)   | 13 dicembre 2018 |

In Italia la terza parte (segnalata come quarta stagione) è in onda dal 17 ottobre 2019 su Fox Crime.
| nº | Titolo originale             | Titolo italiano           | Romanzo          | Prima TV                   | Prima TV Italia |
| -- | ---------------------------- | ------------------------- | ---------------- | -------------------------- | --------------- |
| 25 | L'Heure zéro                 | L'amore folle             | Verso l'ora zero | 18 agosto 2019 (Belgio)    | 17 ottobre 2019 |
| 26 | Rendez-vous avec la mort     | Appuntamento con la morte | La domatrice     | 14 settembre 2019 (Belgio) | 24 ottobre 2019 |
| 27 | Un cadavre au petit déjeuner | Colazione con il morto    | Storia originale | 31 ottobre 2019 (Italia)   | 31 ottobre 2019 |